# فوزي بشير
فوزي بشير، من مواليد 6 مايو 1984، طوله 175، لاعب كرة قدم عماني، يلعب في خط الوسط.
بدأ فوزي بشير مسيرته الكروية مع نادي النصر العماني، ومن ثم إلى نادي ظفار. وفي عام 2004 انتقل إلى نادي الاتفاق السعودي في عقد مدته 6 أشهر، واستمر مع النادي السعودي في موسم 2005/2004 وفي موسم 2006/2005 انتقل إلى نادي الوكرة القطري.

## انتقاله إلى نادي القادسية الكويتي
في صيف 2006 انتقل فوزي بشير إلى نادي القادسية الكويتي، وقد أثارت هذه الصفقة العديد من التساؤلات، حيث يزعم البعض بأن فوزي بشير قد وقع عقدا مدته سنتين مع نادي الوكرة القطري، ولكن حلت المشكلة وديا بين نادي القادسية الكويتي ونادي الوكرة القطري.
و في يوم 24 مايو 2007، وفي مباراة نادي القادسية الكويتي ونادي النصر الكويتي حصل فوزي بشير على بطاقة حمراء بعد ركلة لأحد لاعبي نادي النصر الكويتي. 
و قد لعب مع نادي القادسية الكويتي 33 مباراة وسجل 6 أهداف.
انتقل فوزي بشير في صيف (2007) إلى نادي الغرافة القطري وحصل معهم على لقب الدوري القطري وفي صيف (2008) إلى نادي كاظمة الكويتي إلى 30-6-2009م.
ثم انتقل إلى نادي بني ياس الإماراتي بدوري الممتاز الإماراتي اعتبارا من 1-7-2009م إلى 27-9-2012م بصفقه ماليه كبيره بلغت 600 الف دولار أمريكي
وانتقل في 28-9-2012 إلى نادي الظفرة الإماراتي بدوري الممتاز الإماراتي لمدة 3 أشهر فقط
```
حيث انتقل في 1-2-2013 إلى نادي عجمان الإماراتي بدوري الممتاز الإماراتي
```

## مع منتخب عمان
و يلعب فوزي بشير مع منتخب عمان لكرة القدم كلاعب أساسي، ويعتبر من الركائز المهمة في منتخب عمان لكرة القدم، وقد شارك في كأس الخليج 2003 وكأس الخليج 2004 وكأس آسيا 2004 وكأس الخليج 2007 وكأس آسيا 2007.وتاهل مع منتخب سلطنة عمان إلى الدور النهائي الحاسم بتصفيات كاس العالم 2014م بالبرازيل في مجموعة اليابان وأستراليا والعراق والأردن

## كأس الخليج

### كأس الخليج 2003
خليجي 16 بالكويت
و قد سجل هدف في مرمى منتخب اليمن لكرة القدم، وقد سجل هدف في مرمى منتخب قطر لكرة القدم.

### كأس الخليج 2004
خليجي 17 بقطر وصل مع المنتخب العماني للمباراة النهائية امام قطر وخسرور بركلات الترجيح واحرز العمانيون مركز الوصيف لأول مره

### كأس الخليج 2007
بالإمارات-ابوظبي خليجي 18 وصل مع المنتخب العماني للنهائي وخسر امام الإمارات وحل وصيفا
و قد سجل هدف في مرمى منتخب الإمارات لكرة القدم.

### كأس الخليج 2009
بسلطنة عمان - مسقط خليجي 19 حقق بطولة كاس الخليج لأول مره مع المنتخب العماني بعد الفوز على السعودية بالنهائي

### كأس الخليج 2010
باليمن-عدن خليجي 20 لعب بالدورة وخرج المنتخب العماني من دور المجوعات ب 3 تعادلات

### كأس الخليج 2013
بالبحرين -المنامة خليجي 21 لعب بالدورة خرج المنتخب العماني من دور المجموعات ب تعادل وخسارتين

## روابط خارجية
- فوزي بشير على موقع الاتحاد الدولي (مؤرشف)  (الإنجليزية)
- فوزي بشير على موقع قاعدة بيانات كرة القدم.إي يو (الإنجليزية)
- فوزي بشير على موقع ناشيونال فوتبول تيمز (الإنجليزية)
- فوزي بشير على موقع Soccerway.com (الإنجليزية)
- فوزي بشير على موقع كووورة